# 蚰蜒科
蚰蜒科（學名：Scutigeridae）是蚰蜒目的一个科，包含花蚰蜒、大蚰蜒、家蚰蜒等物种。